# مارتن وولف (نحات)
مارتن وولف (بالألمانية: Martin Wolff)‏ هو نحات ألماني، ولد في 19 مايو 1852 في برلين في ألمانيا، وتوفي بنفس المكان في 6 أكتوبر 1919.

## معرض صور

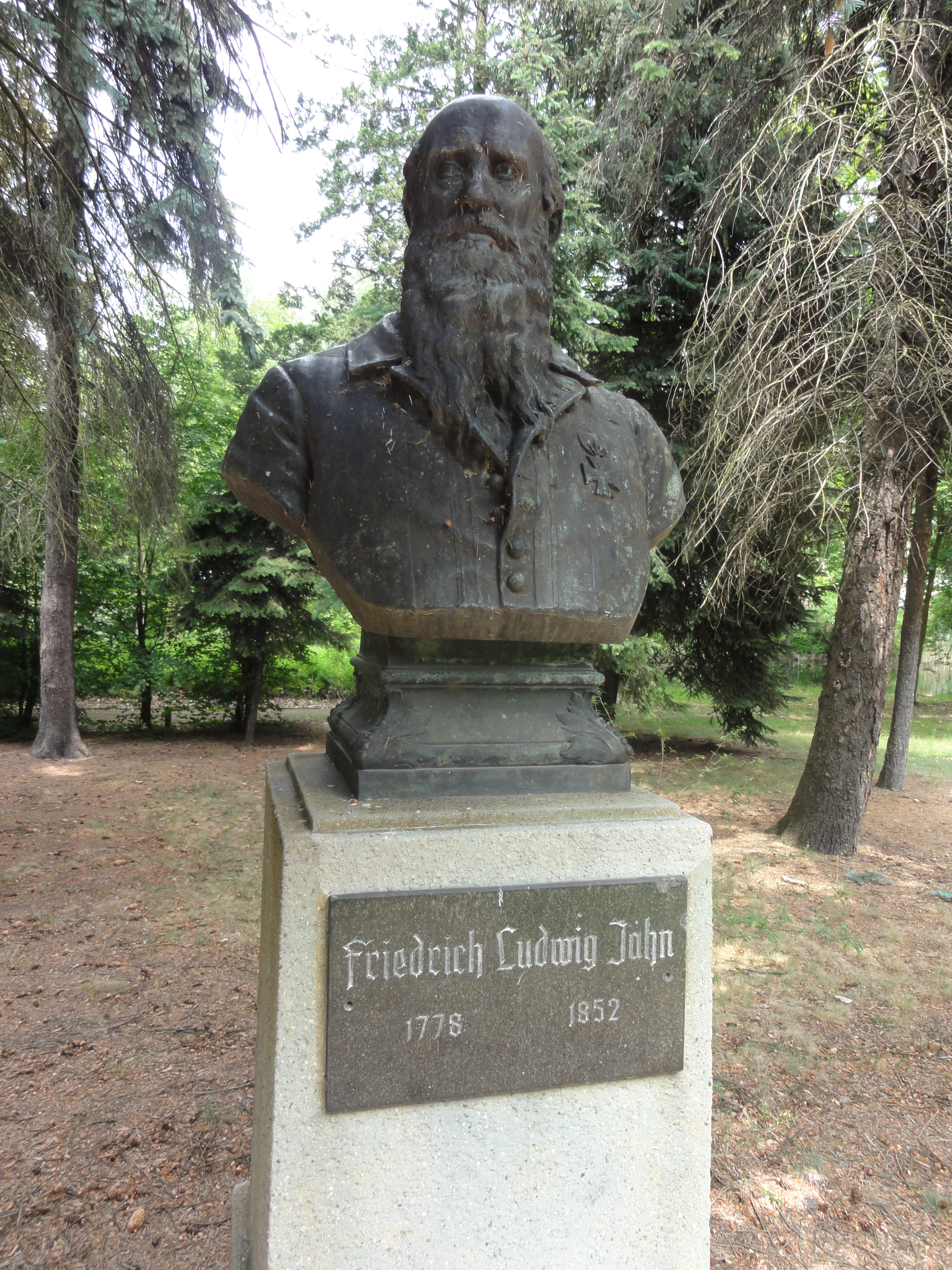
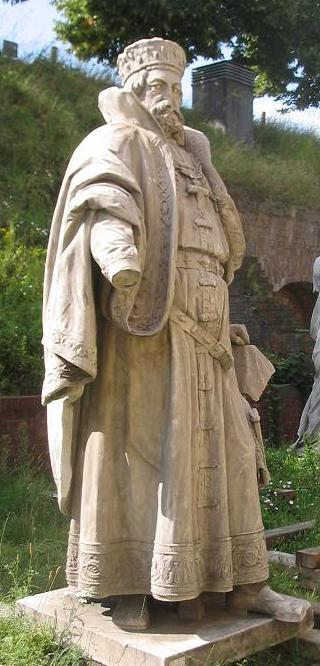
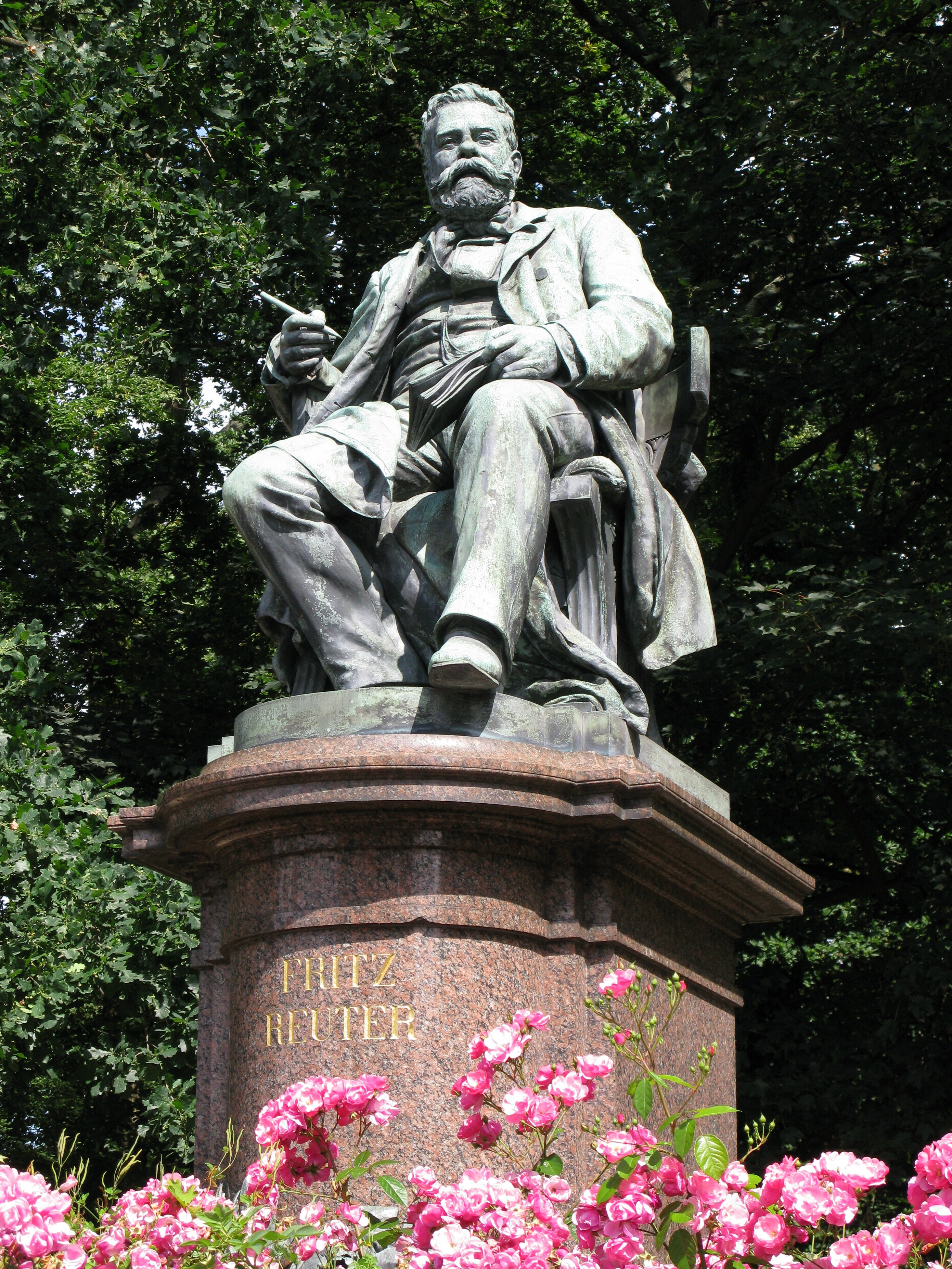
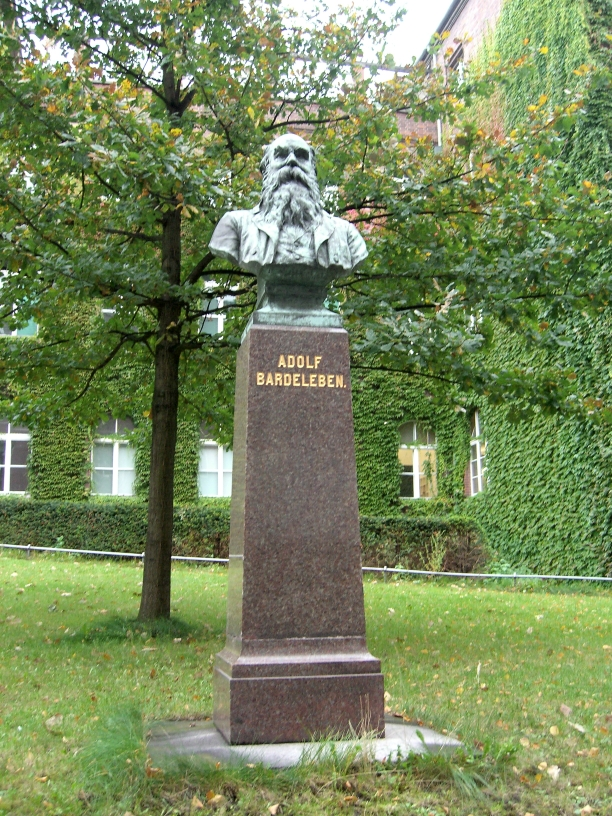